# O čem mluvím, když mluvím o běhání
O čem mluvím, když mluvím o běhání (japonsky 走ることについて語るときに僕の語ること, Haširu koto ni cuite kataru toki ni boku no kataru koto) je memoár japonského spisovatele Haruki Murakami z roku 2007. Česky kniha vyšla roku 2010 v překladu Tomáše Jurkoviče v nakladatelství Odeon jako součást edice Světová knihovna.

## Obsah
Haruki Murakami běhá každý den deset kilometrů, každý rok maraton. V této knize „memoárů“ je kromě souboru esejů o běhu na dlouhé tratě také spisovatelův „diář“ čtyřměsíční přípravy na maraton v New Yorku. Autor zde vypráví o fyzické i psychické bolesti, o stárnutí a o dalších tématech, která se mu honí hlavou. Jsou tu úvahy o spisovatelství jako takovém: „Doba přeje globálním spisovatelům-manažerům“.
Titul knihy je variací na povídkovou sbírku „O čem mluvím, když mluvím o lásce“ od Raymonda Carvera.